# Jelena Walerjewna Tschalych
Jelena Walerjewna Tschalych, auch Elena Tchalykh oder Yelena Chalykh (russisch Елена Валерьевна Чалых; aserbaidschanisch Yelena Çalıx; * 25. März 1974 in Rubzowsk, Region Altai) ist eine ehemalige  aserbaidschanische und bis 2010 russische Radrennfahrerin. Bis 1991 trat sie für die Sowjetunion an.

## Sportliche Laufbahn
1990 wurde Jelena Tschalych im britischen Middlesbrough Junioren-Weltmeisterin auf der Bahn in der Einerverfolgung, im Punktefahren wurde sie Dritte. Zwei Jahre später belegte sie bei der Junioren-Bahn-WM in Athen in der Einerverfolgung Platz zwei.
Bei den UCI-Bahn-Weltmeisterschaften 2000 in Manchester wurde Tschalych Dritte in der Einerverfolgung. Diese Platzierung konnte sie in derselben Disziplin bei der Bahn-WM 2001 in Antwerpen sowie bei der WM 2004 in Melbourne wiederholen. Bei den Olympischen Spielen in Athen belegte sie in der Einerverfolgung Platz sieben. 2008 wurde sie in Pruszków Europameisterin im Omnium und bei den UCI-Bahn-Weltmeisterschaften 2010 in Ballerup Vierte im Punktefahren.
2001 wurde Jelena Tschalych russische Meisterin im Straßenrennen und 2008 im Einzelzeitfahren. 2012 wurde sie aserbaidschanische Doppel-Meisterin im Straßenrennen und im Einzelzeitfahren.
Nach den Olympischen Spielen 2012 in London, wo sie im Einzelzeitfahren Platz 20 belegte und beim Straßenrennen ausschied, beendete Tschalych nach über 20 Jahren ihre sportliche Laufbahn.

## Erfolge

### Bahn
1990
- Junioren-Weltmeisterin – Einerverfolgung
- Junioren-Weltmeisterschaft – Punktefahren

1992
- Junioren-Weltmeisterschaft – Einerverfolgung

2000
- Weltmeisterschaft – Einerverfolgung

2001
- Weltmeisterschaft – Einerverfolgung

2003
- Europameisterschaft – Omnium

2004
- Weltmeisterschaft – Einerverfolgung

2008
- Europameisterin – Omnium

### Straße
2001
- Russische Meisterin – Straßenrennen
- eine Etappe Giro d’Italia Femminile

2008
- Russische Meisterin – Einzelzeitfahren

2012
- Aserbaidschanische Meisterin – Straßenrennen, Einzelzeitfahren

## Teams
- 2012 Dolmans-Boels Cyclingteam